# Милутинце
Милутинце или Милутинци (на македонска литературна норма: Милутинце) е село в Северна Македония, в община Ранковце.

## География
Селото е разположено в областта Славище.

## История
На хълма Градище северно от селото има късноантична крепост.
В края на XIX век Милутинце е българско село в Кривопаланска каза на Османската империя. Според статистиката на Васил Кънчов („Македония. Етнография и статистика“) от 1900 година Милутинци е населявано от 360 жители българи християни.
Цялото християнско население на селото е под върховенството на Българската екзархия. По данни на секретаря на екзархията Димитър Мишев („La Macédoine et sa Population Chrétienne“) в 1905 година в Милотинци има 440 българи екзархисти.
През януари 1907 година селото (общо 72 къщи) е принудено от сръбската пропаганда да се откаже от Екзархията и е обявено за сръбско, но през септември 1908 г., след Младотурската революция, отново става екзархийско.
При избухването на Балканската война в 1912 година 38 души от Милутинци са доброволци в Македоно-одринското опълчение.
По време на Първата световна война Милутинци има 490 жители.
Според преброяването от 2002 година селото има 72 жители.
| Националност     | Всичко |
| северномакедонци | 69     |
| албанци          | 0      |
| турци            | 0      |
| роми             | 0      |
| власи            | 0      |
| сърби            | 3      |
| бошняци          | 0      |
| други            | 0      |

## Личности
Родени в Милутинце
- Атанас Тодоров, български революционер от ВМОРО, четник на Димитър Кирлиев[8]
- Димитър Ангелов (1886 – ?), български революционер от ВМОРО
- Мите Стоянов (1896 – 21 октомври 1924), български революционер, деец на ВМРО[9]
- Никола Димитров, български революционер, деец на ВМОРО, четник на Петко Стефанов в 1915 година[10]
- Сава Лазаров, български революционер от ВМОРО, четник на Коце Алексиев[11]
- Стоян Митов (1882 – ?), български революционер от ВМОРО, четник на Гроздан Рандев[12]
- Теодос Медаров, български революционер, четник на Трайко Павлов в 1914 година[13]
- Теодор (Теодос) Тодоров (1885 – ?), български революционер от ВМОРО
- Яким Лазаров (1870 – ?), предприемач, македоно-одрински опълченец